# Midlake
Midlake ist eine US-amerikanische Alternative-Rock-Band aus Denton, Texas.

## Bandgeschichte
Midlake wurde von einer Gruppe Jazzstudenten von der University of North Texas gegründet. Die ursprüngliche Aufstellung bestand aus Tim Smith, McKenzie Smith, Paul Alexander, Eric Nichelson und Evan Jacobs. Ihre ersten musikalischen Versuche fanden unter dem Bandnamen The Cornbread All-Stars statt und bestanden aus Funk- und Jazz-Improvisationen, die sehr von Herbie Hancock beeinflusst waren.
Nachdem die Funkwelle abgeebbt war, entschied sich die Band zu einer Annäherung an die Popmusik. Tim Smith begann das Komponieren von Songs, die durch Bands wie Radiohead, Travis und Grandaddy beeinflusst wurden. Ungefähr zu diesem Zeitpunkt entschied sich Evan Jacobs, nach Austin umzuziehen, um sich musikalisch neu zu orientieren. Eric Nichelson übernahm seinen Part am Keyboard.
Jason Upshaw, ein Freund der Band, stieß zu der Gruppe und übernahm einige Gitarrenparts. Die Aufnahmen des Materials aus dieser Periode, die als The Panhandle Sessions bezeichnet werden, wurden aber nie freigegeben, da die Band glaubte, sich über das Material hinaus entwickelt zu haben. Bald wurde Jason Upshaw durch Eric Pulido ersetzt, einem langjährigen Freund des Schlagzeugers McKenzie Smith, so dass sich die gegenwärtige Aufstellung gefunden hatte. Jason Upshaw blieb aber der Band als Manager und Pressefotograf erhalten. Die meisten Aufnahmen der Band stammen von ihm. 2001 brachte die Band im Eigenvertrieb mit Milkmaid Grand Army ihre erste EP heraus, die auf 1000 Exemplare limitiert war.
2004 nahm das britische Label Bella Union die Band unter Vertrag und veröffentlichte ihr Debütalbum Bamnan and Slivercork, das in ihrem Heimatort Denton, Texas aufgenommen und in den legendären Abbey Road Studios abgemischt worden war. Die Band kombinierte auf dem Album Low Fidelity mit Psychedelic Rock. 2006 folgte die zweite Veröffentlichung für Bella Union: The Trials of Van Occupanther. Diese Aufnahme setzt eine Reise der Selbstentdeckung mit Tönen fort, die zurück zu den Klängen der 70er Jahre führt und von Fleetwood Mac unter Lindsey Buckingham maßgeblich beeinflusst wird. Jetzt wurde die Band auch in Europa populär und spielte auf Festivals wie Les Inrockuptibles und Wintercase. Als Reaktion auf die wachsende Bekanntheit der Band erschienen 2006 noch einige EPs mit Auskopplungen und Remixes. Auch der Erstling Milkmaid Grand Army wurde neu aufgelegt. 2007 ging Midlake auf eine ausgedehnte Tour durch die USA und Europa, die sie auch nach Deutschland brachte.
Nach dem Erfolg des Occupanther-Albums versuchte die Band in der darauf folgenden Zeit neue Songs einzuspielen. Aber aufgrund des großen Erwartungsdrucks gestaltete sich die Arbeit an den neuen Songs schwieriger als erwartet. Die Band wollte nämlich keinesfalls eine Kopie ihres Erfolgsalbums aufnehmen, sondern bemühte sich um einen neuen Sound und eine andere Grundstimmung. Ende Januar 2010 erschien nach fast vierjähriger Projektierung das neue Album The Courage of Others, in seiner Gesamtheit ein eher dunkles, psychedelisches und konzeptionelles Album.
Tim Smith verließ Midlake im November 2012. Der Rest der Band schrieb daraufhin neue Songs und veröffentlichte 2013 das Album Antiphon. Die Rolle des Frontmanns und der Leadgesang wurden durch Eric Pulido übernommen.
Im Oktober 2021 kündigte die Band das Erscheinen eines neuen Albums mit dem Titel For The Sake Of Bethel Woods für März 2022 an. Auch eine Tour durch Europa und Nordamerika wurde angekündigt.

## Diskografie

### Alben
- 2004: Bamnan and Slivercork (Bella Union)
- 2006: The Trials of Van Occupanther (Bella Union) (UK: Silber)[6]
- 2010: The Courage of Others (Bella Union)
- 2013: Antiphon (Pias Coop/Bella Union)
- 2022: For the Sake of Bethel Woods (Bella Union)

### EPs
- 2001: Milkmaid Grand Army (Bella Union)
- 2005: Balloon Maker (Bella Union)
- 2006: Milkmaid Grand Army (Basement Front Records)
- 2007: Milkmaid Grand Army (Bella Union)
- 2007: Oak & Julian (Bella Union)

### Singles
- 2004: Kingfish Pies (Bella Union)
- 2005: Balloon Maker (Bella Union)
- 2006: Head Home (Bella Union)
- 2006: Roscoe (Bella Union)
- 2006: Young Bride (Bella Union)
- 2009: Acts of Man/Rulers, Ruling All Things (Bella Union)
- 2010: Children of the Grounds (Bella Union)
- 2011: Am I Going Insane (Late Night Tales)
- 2014: It's Going Down (Bella Union)
- 2016: The Old And The Young (Bella Union)
- 2016: Antiphon (ATO Records)
- 2016: The Fairest Way (Bella Union)